# Tydikehyttan

Tydikehyttan eller Didrikshyttan är ett hemman och hyttlämning i Tunabergs socken i Nyköpings kommun i Södermanlands län.
Namnet kommer från en bonde i Nävekvarn som hette Tydike, och var ursprungligen kronohemman. Kvar på platsen finns idag en enkelstuga och en bod. Den gamla hyttdammen, numera ett träck ligger öster om bebyggelsen, här finns även rester av hyttan liksom stora slagghögar.